# Werner Liebrich
Werner Liebrich (18. januar 1927 – 20. marts 1995) var en tysk fodboldspiller, der som forsvarsspiller på det vesttyske landshold var med til at vinde guld ved VM i 1954 i Schweiz, efter den sensationelle 3-2 sejr i finalen over storfavoritterne fra Ungarn. Han spillede fire af tyskernes seks kampe under turneringen. I alt nåede han, mellem 1951 og 1956 at spille 16 landkampe.
Liebrich spillede på klubplan hele sin karriere hos FC Kaiserslautern, som han blev tysk mester med i både 1951 og 1953. I 1965 var han desuden en kort periode træner for klubben, som han reddede fra nedrykning.